# Ішув
Ішув (івр. יִשּׁוּב, заселене місце, населення, також заселення) — збірна назва єврейського населення Ерец-Ісраель (Палестини).

Це найменування використовувалося в основному до створення Держави Ізраїль. Термін неодноразово трапляється в Талмуді, найчастіше — щодо населення взагалі (але також і до єврейського населення Ерец-Ісраель). У Середні століття Моше бен Яаков з Кусі, Яаков Там і інші позначали в респонсах словом «Ішув» лише невеликі громади в галуті (вигнанні). З другої половини XIX століття громаду Ерец-Ісраель стали називати ішувом на противагу єврейським громадам інших країн. Після 1882 року, у «Першої алії», виник вираз «новий ішув», під яким малася на увазі частина єврейського населення, зайнята працею і переважно світська за поглядами. «Новий ішув» протиставлявся «старому», ортодоксальній частині єврейського населення, які жили в основному коштом пожертов. По мірі зміцнення авторитету органів єврейського самоврядування (Ваад леуммі) та їх ролі в захисті загальних інтересів усіх євреїв в Ерец-Ісраель це протиставлення стиралося, і поняття увібрало в себе все єврейське населення країни.